# Viscount of Garnock
Viscount of Garnock ist ein erblicher britischer Adelstitel in der Peerage of Scotland.

## Verleihung
Am 10. April 1703 wurde John Lindsay-Crawford der Titel Viscount of Mount Crawford und der nachgeordneten Titel Lord Kilbirny, Kingsburn and Drumry verliehen. Am 26. November 1703 wurden diese Titel geändert zu Viscount of Garnock und Lord Kilbirny and Drumry.
Der 4. Viscount erbte 1749 auch die Titel Earl of Lindsay und Earl of Crawford. Das Earldom of Crawford fiel 1808 an eine andere Linie der Familie, mit dem Earldom of Lindsay ist die Viscountcy bis heute als nachgeordneter Titel verbunden. Alle genannten Titel gehören zur Peerage of Scotland. Der jeweils älteste Sohn des Earl of Lindsay führt als voraussichtlicher Titelinhaber (Heir Apparent) seither den Höflichkeitstitel Viscount Garnock.

## Liste der Viscounts of Garnock (1703)
- John Lindsay-Crawford, 1. Viscount of Garnock (1669–1708)
- Patrick Lindsay-Crawford, 2. Viscount of Garnock (1697–1735)
- John Lindsay-Crawford, 3. Viscount of Garnock (1722–1738)
- George Lindsay-Crawford, 21. Earl of Crawford, 5. Earl of Lindsay, 4. Viscount of Garnock (1723–1781)
- George Lindsay-Crawford, 22. Earl of Crawford, 6. Earl of Lindsay, 5. Viscount of Garnock (1758–1808)
- David Lindsay, 7. Earl of Lindsay, 6. Viscount of Garnock  († 1809)
- Patrick Lindsay, 8. Earl of Lindsay, 7. Viscount of Garnock (1778–1839)
- Henry Bethune, 9. Earl of Lindsay, 8. Viscount of Garnock (1787–1851)
- John Bethune, 10. Earl of Lindsay, 9. Viscount of Garnock (1827–1894)
- David Bethune, 11. Earl of Lindsay, 10. Viscount of Garnock  (1832–1917)
- Reginald Lindesay-Bethune, 12. Earl of Lindsay, 11. Viscount of Garnock (1867–1939)
- Archibald Bethune, 13. Earl of Lindsay, 12. Viscount of Garnock (1872–1943)
- William Lindesay-Bethune, 14. Earl of Lindsay, 13. Viscount of Garnock (1901–1985)
- David Lindesay-Bethune, 15. Earl of Lindsay, 14. Viscount of Garnock (1926–1989)
- James Lindesay-Bethune, 16. Earl of Lindsay, 15. Viscount of Garnock (* 1955)

Heir Apparent ist der Sohn des aktuellen Titelinhabers, William Lindesay-Bethune, Viscount Garnock (* 1990).